# Hégenheim
Hégenheim (Duits : Hegenheim) is een gemeente in het Franse departement Haut-Rhin in de regio Grand Est. De plaats maakt deel uit van het arrondissement Mulhouse. Hégenheim telde op 1 januari 2022 3.403 inwoners.

## Geografie
De oppervlakte van Hégenheim bedroeg op 1 januari 2022 6,7 vierkante kilometer; de bevolkingsdichtheid was toen 507,9 inwoners per km².

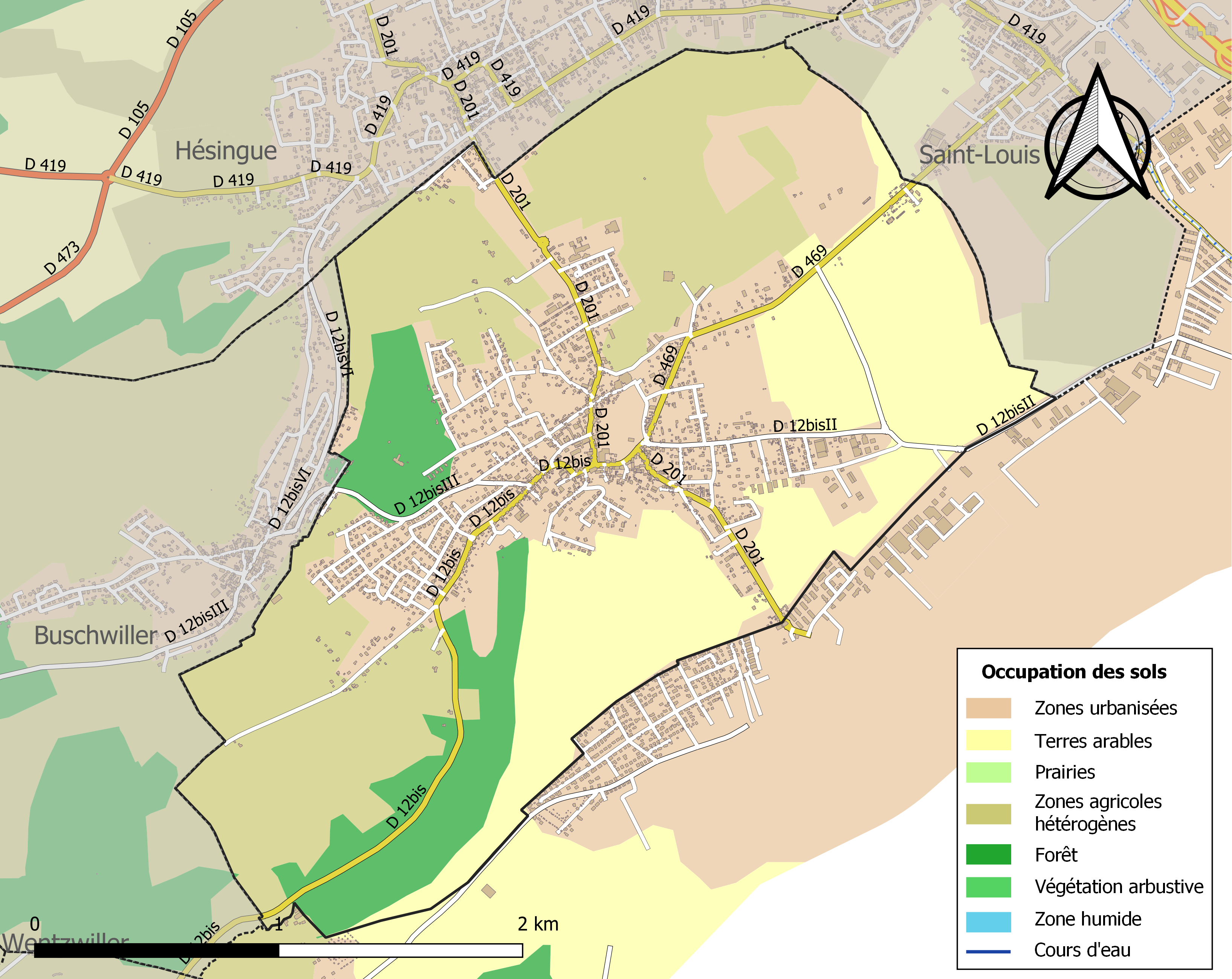
Kaart van de gemeente met de belangrijkste infrastructuur, bodemgebruik en omliggende gemeenten

## Demografie
Onderstaande figuur toont het verloop van het inwonertal (bron: INSEE-tellingen).